# Ардијан Ђокај
Ардијан Ђокај (алб. Ardian Gjokaj; Тузи, 23. мај 1979) је бивши црногорски фудбалер.

## Каријера
Фудбалом је почео да се бави у родним Тузима, а први клуб му је био локални Дечић. Одатле прелази у подгоричку Будућност где пролази све млађе категорије. Дебитовао је за Будућност у сезони 1997/98, затим је играо и за подгоричку Младост, па се опет вратио у Будућност. Током 1999. године прелази у шпанског прволигаша Мајорку. У дресу овог клуба је наступио на шест утакмица у Примери током сезоне 1999/00. Следећу сезону проводи у Љеиди, за коју је у Сегунди одиграо двадесет утакмица и постигао два гола.
Од сезоне 2001/02. је заиграо за београдски Обилић. Касније је наступао и за ОФК Београд, а у јануару 2005. је потписао за Црвену звезду. Ђокај је тим потписом постао трећи играч пореклом из места Тузи који је заиграо у Звезди, а пре њега су у црвено-белом дресу играли и Рефик Шабанаџовић и Санибал Ораховац. Током пролећног дела шампионата 2004/05, код тренера Ратка Достанића, је постигао два гола. Првенац је постигао 16. априла 2005. у победи (5:0) над Чукаричким, а други гол је дао, 4. маја, у ремију са Смедеревом (1:1). У црвено-белом дресу је одиграо и јесењи део сезоне 2005/06, код тренера Валтера Зенге. Током јесени 2005, је постигао четири гола. Први гол у овој сезони је постигао 26. октобра, када је у самој завршници меча донео победу против подгоричке Младости (2:1), у Купу. Два пута је био стрелац и у шампионату, први пут 20. новембра против Земуна (2:1), а затим и 17. децембра против Јединства из Бијелог Поља (4:0). Једини гол који је постигао ван Маракане, а уједно и његов најпознатији, је онај који је дао 14. децембра, на гостовању Стразбуру (2:2) у Купу УЕФА.
У фебруару 2006. прелази у турског прволигаша Трабзонспор. Након овог клуба је заиграо за још једног турског прволигаша, Анкараспор. Следи одлазак у Немачку где је играо за друголигаше Кобленц и Минхен 1860. У фебруару 2010. се враћа у црногорски фудбал и потписује за Будућност. Одиграо је једну полусезону за подгорички клуб, а затим је сезону 2010/11. провео у Могрену из Будве са којим је освојио титулу првака Црне Горе. Након ове сезоне је завршио играчку каријеру.